# Camrose (ancienne circonscription fédérale)
Pour la ville, voir Camrose.
Camrose fut une circonscription électorale fédérale de l'Alberta, représentée de 1925 à 1953.
La circonscription de Camrose a été créée en 1924 avec des parties de Battle River et Victoria. Abolie en 1953, elle fut redistribuée parmi Acadia, Battle River—Camrose, Edmonton—Strathcona, Red Deer et Vegreville.

## Députés
1. 1925-1935 — William Thomas Lucas, UFA
2. 1935-1949 — James Alexander Marshall, CS
3. 1949-1953 — Hilliard Beyerstein, CS

- CS = Parti Crédit social
- UFA = United Farmers of Alberta